# Palyna praegrandis
Palyna praegrandis là một loài bướm đêm trong họ Noctuidae.